# Miagrammopes birabeni
Miagrammopes birabeni là một loài nhện trong họ Uloboridae.
Loài này thuộc chi Miagrammopes. Miagrammopes birabeni được Cândido Firmino de Mello-Leitão miêu tả năm 1945.